# Eustrotia trigridula
Eustrotia trigridula là một loài bướm đêm trong họ Noctuidae.